# Rhophitulus steinbachi
Rhophitulus steinbachi är en biart som först beskrevs av Heinrich Friese 1916.  Rhophitulus steinbachi ingår i släktet Rhophitulus och familjen grävbin. Inga underarter finns listade i Catalogue of Life.